# Oberseemoor
Oberseemoor este o arie protejată (arie specială de conservare — SAC, sit de importanță comunitară — SCI) din Germania întinsă pe o suprafață de 47,06 ha, integral pe uscat.

## Localizare
Centrul sitului Oberseemoor este situat la coordonatele 52°45′23″N 13°31′56″E / 52.7564°N 13.5322°E.

## Înființare
Situl Oberseemoor a fost declarat sit de importanță comunitară în septembrie 2000 pentru a proteja 1 specie de animale. Situl a fost protejat și ca arie specială de conservare în martie 2004.

## Biodiversitate
Situată în ecoregiunea continentală, aria protejată conține 3 habitate naturale: Cursuri de apă de la nivel de câmpie la nivel montan, cu vegetație Ranunculion fluitantis și Callitricho-Batrachion, Păduri de fag Luzulo-Fagetum, Păduri aluvionare cu Alnus glutinosa și Fraxinus excelsior (Alno-Padion, Alnion incanae, Salicion albae).
La baza desemnării sitului se află o specie protejată de  mamifere: vidră de râu (Lutra lutra).